# 아주 작고 완벽한 것들의 지도
《아주 작고 완벽한 것들의 지도》(영어: The Map of Tiny Perfect Things)는 2021년 공개된 미국의 SF 로맨틱 코미디, 드라마 영화이다. 이언 새뮤얼스가 감독을 맡았으며, 레브 그로스먼의 동명 단편소설이 영화의 원작이다.

## 출연진
- 캐스린 뉴턴 - 마거릿 역
- 카일 앨런 - 마크 역
- 저메인 해리스 - 헨리 역
- 애나 미카미 - 피비 역
- 조시 해밀턴 - 대니얼 역
- 클리오 프레이저 - 에마 역
- 조자 폭스 - 그레타 역
- 알 마드리갈 - 미스터 페퍼 역